# Matthieu Soiron

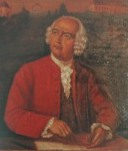
Matthieu Soiron von Josef Mataré vor 1933.

Matthieu Soiron, auch Matheius Soiron genannt, (* 17. Mai 1722 in Maastricht; † 15. Juli 1781 ebenda) war ein niederländischer Baumeister, Bauunternehmer, Architekt und Festungsbauer. Matthieu Soiron war in Deutschland im Besonderen als Architekt beim Bau des Schlosses Wickrath tätig.

## Leben und Wirken
Matthieu Soiron wurde als Sohn der Eheleute Mattheus Soiron (1681–1762) und Catharina Deplaye aus Chenee bei Lüttich (1688–1746) geboren. Er ist ein Bruder des Baumeisters François Soiron (1714–1779). Matthieu war verheiratet mit Isabelle Lucia Ernou (1726–1786). Ihr gemeinsamer Sohn war Mathias Soiron, aus dessen Hand die Zeichnungen von Einzelteilen wie Treppe, Balkon und Dachkonstruktion des Schlosses Wickrath stammen.
Für ihre außerordentliche Leistungen beim Bau von Schloss Wichrath übertrug Wilhelm Otto Friedrich von Quadt im Jahr 1757 den Architekten Matthieu und François Soiron das Gut Wildenborch bei Vorden. François Soiron stellte noch im gleichen Jahr die Kirche im vier Kilometer von Wickrath entfernten Odenkirchen fertig.

## Schloss Wickrath

Buchkremer Zeichnung: Schloss Wickrath n. einer Fotografie

Die 11 km südwestlich von Mönchengladbach liegende Burg Wickrath wurde 1745 durch einen Brand schwer beschädigt und ein Jahr später erfolgte daraufhin innerhalb von zwei Wochen ihr Abriss. Der Herr über Burg Wickrath, Wilhelm Otto Friedrich von Quadt, ließ sich von den Brüdern Matthieu und François Soiron aus Maastricht zwischen 1746 und 1772 an Stelle der abgebrochenen Burg ein barockes Wasserschloss als Sommerresidenz erbauen. Der Schlossbau umfasste das Herrenhaus, zwei Vorburgflügel, zwei Pavillonbauten und eine französische Parkanlage in Form einer Grafenkrone. Von dem ersten Bauabschnitt sind Dachdeckerarbeiten aus dem Jahr 1748 überliefert. Der zweite Bauabschnitt begann vermutlich 1751. Um diese Zeit wurde Matthieu Soiron als Architekt in den Akten namentlich genannt.
Der Architekt Joseph Buchkremer beschreibt den Schlossbau folgendermaßen: „Seine Architektur ist sehr schematisch und weist entschieden auf die Mitarbeit des jüngeren Jakob Couven, des Sohnes Johann Josef Couven hin, der seit der Mitte der fünfziger Jahre als Architekt mit seinem Vater zusammenarbeitete. Der durch ein Mansarddach mit thurmatiger Bekrönung abschließende Mittelbau zeigt über dem Hauptgesimse das Wappen von Quadt. Vor dem ehemaligen Hauptgebäude stehen zu beiden Seiten ausgedehnte unter sich gleiche Oekonomiegebäude; diese sind zum Theil noch erhalten. Der von denselben eingeschlossene große Hof wird durch eine architektonisch reich ausgebildete Brücke, die den zwischen dem Schlossbau und den Oekonomiegebäuden liegenden Wassergraben überspannt, mit dem Hauptbau verbunden.“
Die beiden Ökonomiegebäude (vor 1895 Gestüt) „werden durch zwei weit vorspringende Flügelbauten eingefasst und haben einen hohen zweigeschossigen Mittelbau, der dominierend die nur eingeschossigen übrigen Gebäudetheile überragt und durch ein Mansarddach mit Thurmabschluss bekrönt wird. An allen abgerundeten Gebäudeecken findet sich auch hier das Couven’sche Dachmotiv. Die vordere Fläche des Mittelbaues wird durch massive Steingiebel abgeschlossen, die reichen figuralen und ornamentalen Schmuck zeigen. Der Giebel der Rechten stellt Neptun, von Tritonen umgeben, dar, wie er in seinem mit vier Rossen bespannten Wagen durch die Fluth fährt; der Giebel auf der linken Seite stellt Ceres dar, auf einem von geflügelten Drachen gezogenen Wagen niedersteigend und Samen ausstreuend. unten kniet ein Bauer, flehend zu ihr aufblickend, vor seinem Gespann, dessen Ochsen unthätig auf dem Acker liegen. Die beiden Giebel sind durch flache, vielfach gebogene Profilleisten eingerahmt und bilden im Allgemeinen eine ovale Umrisslinie.“ Der baufällige Mittelteil, das Hochschloss, wurde um 1859 abgerissen.
Soiron trennte, vermutlich auf Wunsch des Bauherrn, die Seitenflügel vom Corps de logis. Auf diese Weise schuf er eine Variante des Ehrenhofmotivs.

## Porträt
Das oben wiedergegebene Porträt ist ein Detail des ganzfigurigen Gemäldes Wilhelm Otto Friedrich von Quadt und sein Baumeister vor dem Schloss Wickrath in Schloss Rheydt. Die Bildinschrift lautet: „DEN HOOGGEBOORE HEER WILLEM OTTO FREDERICK DES HEYLIGEN ROOMISCHEN RYX GRAVE VAN QUADT DER ONMIDDELBAERE RYX VRYE HEERLYK HEEDEN WYKRADT EN SCHWANENBERG REGEEREND HEER VRY HEER VAN LOENEN WOLFEREN EN DE ERFHOFMEESTERIE HEER VAN DELL WYNEN ERFDROS? EN ERF HOFMEESTER DES FÜRSTENDOMS GUELDRE EN DER GRAFFSCHAP ZUTPEHEN.“ Sie nimmt Bezug auf den Dargestellten Wilhelm Otto Friedrich von Quadt, den Bauherrn.
Josef Mataré (19. März 1880 – 25. September 1966), Bruder von Ewald Mataré und Vater von Herbert Mataré, erstellte vor 1933 eine Detail-Kopie dieses Porträts in Isny im Allgäu. Es handelte sich hierbei um ein Ölgemälde auf Hartfaser in den Maßen 65 cm Höhe und 53 cm Breite. Matarés Signatur in Form einer Ligatur besteht aus den beiden Anfangsbuchstaben seines Vor- und Nachnamens, wobei er das J mittig auf dem M platzierte. An Stelle des braunen Fracks von Soiron im Originalbild wählte Mataré einen roten Ton.
Das Original des Doppel-Porträts aus Schloss Rheydt befand sich zu dem Zeitpunkt in Schloss Isny. Die Reichsstadt Isny gehörte 1802 bis 1806 dem Reichsgrafen Otto Wilhelm von Quadt, einem Sohn des Bauherrn von Schloss Wickrath. Dieses Gemälde wurde 2001 in Amsterdam versteigert und befand sich zwischenzeitlich in den Jahren 1994/2005 im Museum Burg Frankenberg mit der Inventar-Nummer NGK 876. Seit dem Jahr 2010 ist es im Aachener Couven-Museum aufgehängt. Die Einordnung als angebliches Porträt Couvens wird seit Dezember 2010 in Frage gestellt und seit Mai 2011 als das Porträt eines zeitgenössischen Kollegen Couvens bezeichnet. Dieses ist nicht fraglich, da das Originalbild 1773 zehn Jahre nach dem Tod von Johann Joseph Couven angefertigt wird. Buchkremer ordnete Schloss Wickrath aufgrund des schematischeren Baustiles Jakob Couven zu und wies auf Jakobs Mitarbeit in den 1750er Jahren hin, aber für 1751 ist Matthieu Soiron als Baumeister bereits aktenkundig was auch seinen Bruder als Porträtierten ausschließt. Damit sind auch Kövers und Kraus Deutungen als Porträt Jakob Couvens widerlegt.

## Werke
- nach 1784 Umbau von Schloss Loenen. Bauherr: Wilhelm Otto Friedrich von Quadt. Dieser hatte das Schloss von seiner Tante Anna Henrietta geerbt.[17] Loenen befindet sich 16 km südl. v. Apeldoorn in den Niederlanden.
- Haus Schlickum,[18] 15 km östl. v. Mönchengladbach.